# Juan Bautista Cambiaso
Jun Bautista Cambiaso (Génova, Italia, 12 de septiembre de 1820- 21 de junio de 1886). Fue un destacado militar y político dominicano que jugó un papel crucial en la independencia Dominicana. Cambiaso es considerado como el fundador de la Marina de Guerra Dominicana.
Participó en la Guerra de Independencia Dominicana y fue fundador de la Marina de Guerra Dominicana. Lideró varias operaciones navales exitosas contra los haitianos y se destacó por su valentía y liderazgo en batallas importantes. Es considerado un héroe nacional en la República Dominicana por su contribución a la independencia y soberanía del país

## Biografía
Juan Bautista Cambiaso y Navarro nació el 12 de septiembre de 1820 en Génova, Italia. Su infancia y juventud en Italia estuvieron marcadas por una educación sólida y una formación que lo prepararon para una carrera militar y naval. Cambiaso provenía de una familia tradicional naval y es de joven se sintió traído por el mar y la navegación.
En algún momento de su juventud, Cambiaso llegó a la República Dominicana, un país que en ese entonces estaba luchando por su independencia de Haití. La República Dominicana había declarado su independencia el 27 de febrero de 1844, pero la lucha por consolidar esta independencia continuaba. Cambiaso se unió a la causa independentista dominicana y rápidamente se destacó por su valentía y habilidades.
Cambiaso participó en varias batallas importantes durante la Guerra de Independencia Dominicana. Algunas de las batallas en las que se destacó en la Batalla del 19 de marzo: Esta batalla fue una de las primeras victorias importantes de los dominicanos contra los haitianos. Cambiaso jugó un papel crucial en la planificación y ejecución de esta batalla.
Batalla del 30 de marzo: En esta batalla Cambiaso lidero una carga Naval que resultó en la victoria descisiva para los dominicanos.
Una de las contribuciones más importantes de Cambiaso a la República Dominicana fue la fundación de la Marina de Guerra Dominicana. Cambiaso se dio cuenta de la importancia de tener una marina fuerte para defender la costa y las aguas territoriales del país. Bajo su liderazgo, la Marina de Guerra Dominicana se convirtió en una fuerza importante en la defensa del país.
Juan Bautista Cambiaso es considerado un héroe nacional en la República Dominicana por su contribución a la independencia y soberanía del país. Su valentía y habilidades militares en batallas importantes, así como su papel en la fundación de la Marina de Guerra Dominicana, lo convirtieron en una figura destacada en la historia dominicana. Cambiaso falleció el 21 de junio de 1886 en Santo Domingo, dejando un legado duradero en la historia dominicana.